# Paraclausítiro

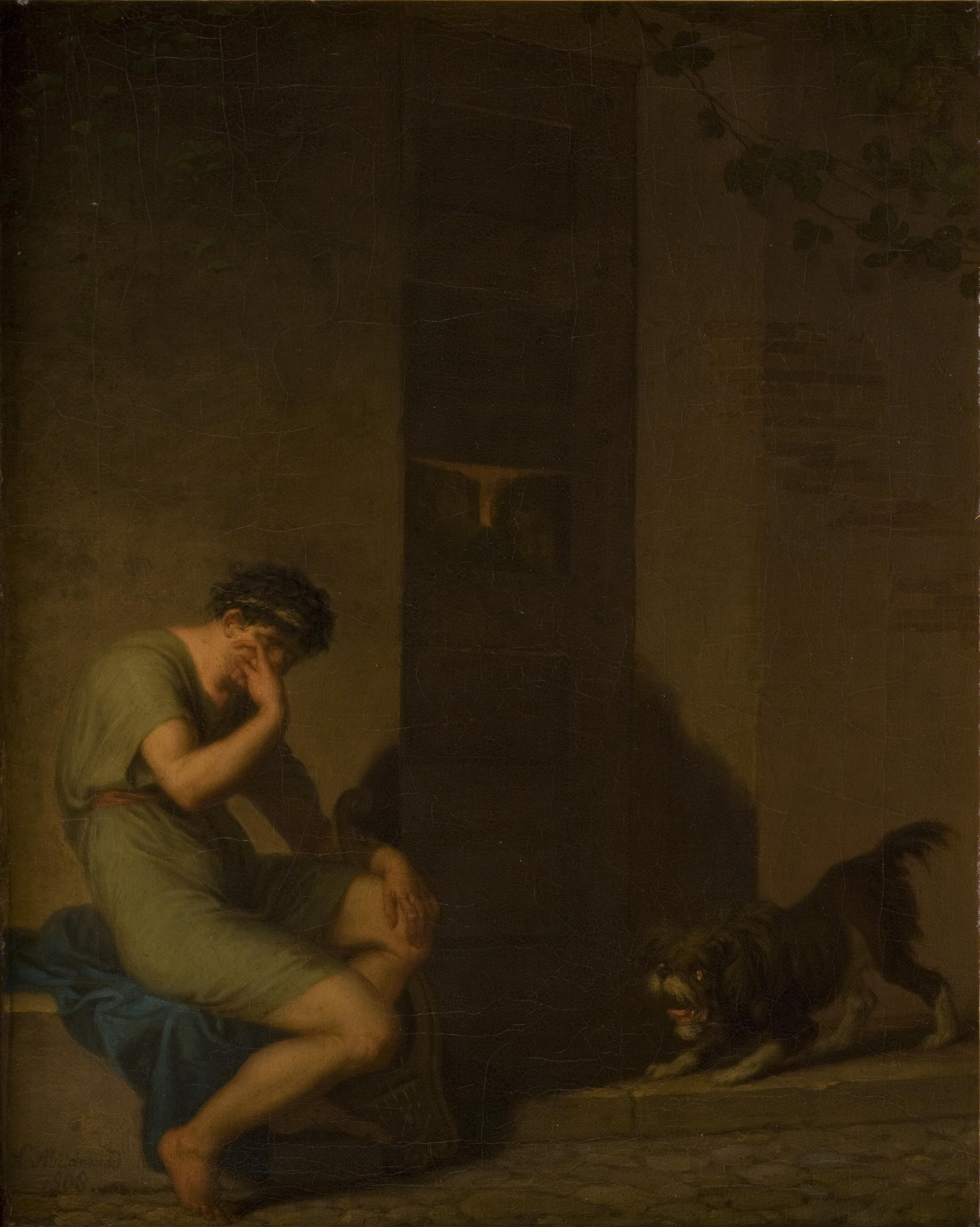
Tibulo lamentando à porta da sua amada, pintura por Nicolai Abraham Abildgaard, 1808

Paraclausítiro (em grego: Παρακλαυσίθυρον; romaniz.: Paraklausithyron) é um motivo grego próprio das elegias de amor e da poesia trovadoresca.[carece de fontes?] Os detalhes da etimologia grega são incertos, mas é geralmente aceite significar "lamento ao lado da porta", de παρακλαίω (lamento ao lado) e de θύρα (porta).
O paraclausítiro tipicamente coloca o amante do lado de fora da porta da casa onde a amante está, desejando entrar. Na poesia grega, a situação está ligada ao como, após os jovens se terem embriagado num simpósio.[carece de fontes?] Calímaco usou a situação para reflectir sobre o auto-controlo, a paixão e o livre arbítrio, quando o obstáculo da porta era removido.